# Artes marciales de China
Las artes marciales de China constituyen una numerosa variedad de sistemas de artes marciales originarios de este país. Dichos sistemas o estilos también pueden ser denominados Wushu (武術), Kung-fu (功夫):, Kuo-shu (國術) o Chuan-fa (拳法), dependiendo del grupo de personas que los practican. La denominación con uno u otro de los términos puede implicar diferencias en cuanto a criterios sobre su práctica.
Las artes marciales generalmente se practican para la defensa personal. También son beneficiosas para la salud mental; relajan y enseñan concentración y dominio. Los monjes tibetanos dicen que existen dos tipos de ejercicio:
1. Externo; enfocado en el fortalecimiento y desarrollo del cuerpo.
2. Interno; enfocado en el desarrollo de la fuerza interior. Este tipo de ejercicio es calmo, ayuda a tener calma y salud interior.

Casi todas las artes marciales son, de acuerdo a los monjes, una forma de ejercicio interno.

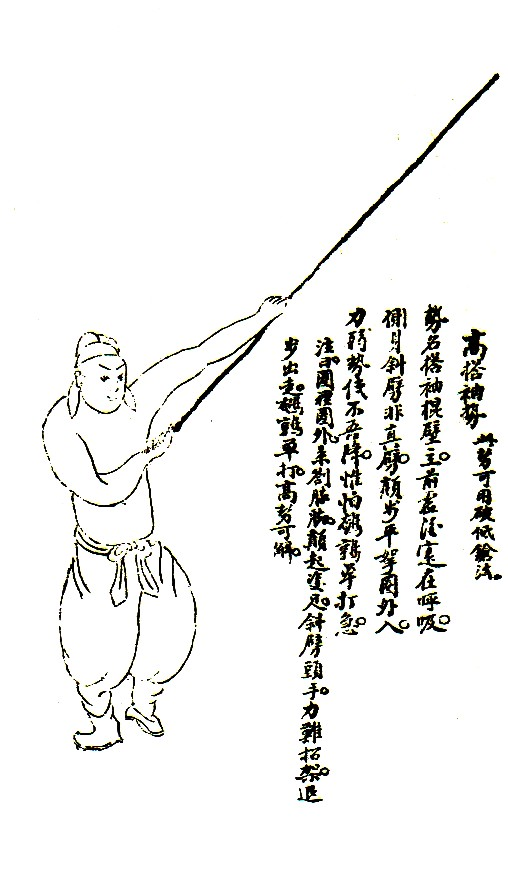
Método de Bastón Dinastía Ming, 1621 d. C. Autor Cheng Zongyou

## Historia
Decir con exactitud cuándo se originaron las artes marciales de origen chino es imposible, ya que toda empresa humana conlleva un proceso evolutivo que puede tomar cientos de años. La siguiente descripción indica de forma general la información conocida hasta el momento que describe la aparición y desarrollo de las técnicas de lucha en China: 
Desde muchos siglos atrás, Fu Xi era considerado en la antigua China como el ancestro de la humanidad. Durante este período, correspondiente al período Paleolítico, la gente peleaba con mazas de madera para elegir a sus líderes. En el Mesolítico, aparecen las flechas y arcos así como también escudos (Gan) y alabardas (Ge).
Entre los siglos XVI y XI a. C., en la Dinastía Xia aparecen las armas hechas de bronce, sables (Dao), hachas (Jin), cascos, etc. En este período las carros son usados como el arma principal en la guerra. En el siglo XII a. C., en tiempo del reinado de Wu Yi, en los registros históricos se lee que el emperador Wu Yi hizo un Ou Ren (una figura humana en madera) usándolo para practicar Bo (pelea sin armas). Los términos Wushu, Kung Fu y otros con los cuales se describen las artes marciales en China son palabras acuñadas recientemente. El carácter que comúnmente se usa para describir boxeo, Quan, 拳, significa fuerza y no boxeo. A mediados del siglo XVI d. C. la combinación Quanyong, 拳勇, aparece para describir boxeo; especialmente en el libro “Epitafio para Wang Zhengnan”. Bo, 搏 es tal vez la palabra más antigua conservada que identifica las artes de combate chinas.
Pero mucho antes, al principio de la Dinastía Zhou, se ven las primeras prácticas de formaciones de combate así como la práctica de rutinas usando Ge y Mao (lanza) en forma de danzas de tipo militar. El rey Cheng promueve el entrenamiento tanto militar como literario.
Durante el año 841 a. C., el primer año de Gong He, rey de la Dinastía Zhou del Oeste, sucede una revuelta en la cual oficiales del ejército, ciudadanos, artesanos y mercaderes atacan a mano armada el palacio imperial usando diferentes tipos de armas, lo que demostró que la práctica marcial es ya algo normal entre los ciudadanos comunes.
En el 773 a. C., el noveno año de reinado del rey You, de la Dinastía Zhou del Oeste ya existían formas para la pelea a mano vacía.

### China (1949 - presente)
Las artes marciales chinas experimentaron una rápida difusión internacional con el fin de la guerra civil china y la fundación de la República Popular China el 1 de octubre de 1949. Muchos maestros de artes marciales famosos eligieron escapar del dominio de la RPC y emigrar a Taiwán, Hong Kong y otras partes del mundo. Esos maestros comenzaron a enseñar en las comunidades chinas de ultramar, pero finalmente ampliaron sus enseñanzas para incluir a personas de otros grupos étnicos.
En China, la práctica de las artes marciales tradicionales fue desalentada durante los turbulentos años de la Revolución Cultural (1969-1976). Como muchos otros aspectos de la vida tradicional china, las artes marciales fueron sometidas a una transformación radical por parte de la República Popular China para alinearlas con la doctrina revolucionaria maoísta. La RPC promovió el deporte de Wushu, regulado por un comité, como un reemplazo de las escuelas independientes de artes marciales. Este nuevo deporte de competición fue disociado de lo que se consideraba como los aspectos de defensa personal potencialmente subversivos y de los linajes familiares de las artes marciales chinas.
En 1958, el gobierno estableció la Asociación de Wushu de Toda China como una organización paraguas para regular el entrenamiento en artes marciales. La Comisión Estatal China de Cultura Física y Deportes tomó la iniciativa de crear formas estandarizadas para la mayoría de las artes principales. Durante este período, se estableció un sistema nacional de Wushu que incluía formularios estándar, currículo de enseñanza y calificación de los instructores. El wushu se introdujo tanto en la escuela secundaria como en la universidad. La supresión de la enseñanza tradicional se relajó durante la Era de la Reconstrucción (1976-1989), a medida que la ideología comunista se fue acomodando a los puntos de vista alternativos. En 1979, la Comisión Estatal de Cultura Física y Deportes creó un grupo de trabajo especial para revaluar la enseñanza y la práctica del Wushu. En 1986, el Instituto Nacional Chino de Investigación de Wushu fue establecido como la autoridad central para la investigación y administración de las actividades de Wushu en la República Popular China.

## Difusión en Occidente
Las artes marciales chinas no se hicieron plenamente conocidas en Occidente hasta finales del siglo XIX, durante la Rebelión de los bóxers en 1898. Celosamente guardadas por los mismos chinos no permitieron su difusión masiva hasta el advenimiento del cine sonoro en la misma China, cuando se empezaron a realizar películas de dudosa credibilidad y con fines comerciales y sensacionalistas. Uno de los grandes difusores del Kung Fu a Occidente fue el actor y maestro marcial Bruce Lee.

## Historia del Shaolin
Las artes marciales chinas tienen un pasado rico pero en muchos casos mal entendidos ya sea por desconocimiento de sus verdaderas raíces o como consecuencia de tergiversaciones de la verdadera evolución histórica de estas técnicas para así poder atraer la atención del neófito. Así existen diversos mitos que se describen en la mayoría de publicaciones acerca de las artes marciales de origen chino, las cuales no incluyen fuentes académicas serias que las sustenten.

### Introducción de Bodhidharma en el templo Shaolin
Existen numerosos estilos de Kung fu, pero el más importante en términos de organización, métodos de entrenamiento y moralidad fueron desarrollados en el monasterio budista de Shaolin. Estas características hicieron que aprender en el Templo Shaolin se convirtiera en un símbolo de respeto y dignidad.

Se dice que Bodhidharma desarrolló más de 100 movimientos de artes marciales Shaolin, como antídoto para la letargía que les producía a los monjes la meditación y para ayudarlos a defenderse de los ataques de bandidos del camino. A lo largo de los siglos se desarrollaron dos escuelas de boxeo, más refinadas. La primera, la escuela del norte, da más importancia al uso de los miembros inferiores, en tanto que la otra, la del sur, desarrolla ataques con las manos y los dedos. El motivo de esta distinción es muy sencillo. Las bajas temperaturas del Norte, con el uso de guantes y otros abrigos, dificulta usar técnicas de ataques con las manos.

El término Kung-Fu significa experiencia, lo que se adquiere con el tiempo, y tuvo sus principales exponentes en el templo Shaolin, en la provincia de Henan, en la zona norte de China central. En el 519 d. C., llegó proveniente del estado de Liang, el Maestro Ta Mo y enseñó a los sacerdotes el arte de la defensa propia. El entrenamiento en el templo era duro y adoptaron reglas para asegurarse que los practicantes no hicieran mal uso del mismo. Crearon entonces doce reglas para los practicantes. La desobediencia era castigada con el despido del templo, la vida era dura para fortalecer el cuerpo y el espíritu, los graduados debían ayudar a la gente, no podían trasgredir la ley, entre otras.

## Prácticas modernas
De acuerdo al profesor Ma Mingda, la aparición de las armas de fuego en la Dinastía Ming, conllevó a que las artes de combate sin armas y con armas blancas se comenzaran a ver como obsoletas en el campo de batalla. Es en este período, en el cual las artes de pelea se comenzaron a mezclar con prácticas como los ejercicios Daoyin (o métodos de calistenia Taoísta), se menciona en algunos textos que las prácticas marciales llevan a alcanzar la iluminación. Esta práctica continuó en la Dinastía Qin. Durante el Período Republicano, se reorganizó la forma en que las artes marciales chinas eran enseñadas. En este período las artes marciales fueron practicadas con su objetivo original, artes de combate, apartándose de las creencias pseudo-religiosas y en su lugar se comenzaron a estudiar de una forma práctica y científica. La toma del país por parte de los comunistas, revirtió estos cambios y desde entonces, se comenzaron a enseñar como artes de exhibición, para la salud. En la década de 1970 se introdujo al Sanshou en un afán de traer las artes marciales a su objetivo original.
A pesar de que la práctica de Qigong (Chikung) ha sido hasta cierto punto incluido en la actual práctica de las técnicas de lucha china, este no es un elemento esencial o tradicional de estas técnicas de pelea. La inclusión de creencias de la Nueva era, elementos pseudorreligiosos, la eliminación de la parte marcial (combate libre), etc. contradicen su razón fundamental, que eran técnicas para la guerra. 
Arte denota elementos estéticos ajenos a las mismas, las cuales forman parte de la práctica del Wushu moderno, este tipo de creencias y prácticas fueron criticadas por personajes como Qi Jiguang, Tang Hao, Wang Laisheng, el Profesor Ma Mingda entre otros.

### Sanda o Sanshou
Es una nueva forma del Kung Fu que se especializa en las peleas de combate pleno y en el caso de competencias con reglamento dado por la Federación Internacional de Wushu (IWUF).